# Arthur Rook
Arthur Rook   (Nottinghamshire, 26 de maig de 1921 - Southwark, 30 de setembre de 1989) va ser un genet anglès, especialista en el concurs complet d'equitació, guanyador d'una medalla olímpica.
Durant la Segona Guerra Mundial va lluitar a Egipte i Itàlia i fou guardonat amb la Creu Militar el 1944.
El 1952 va prendre part en els Jocs Olímpics d'Estiu de Hèlsinki, on va disputar, sense sort, dues proves del programa d'hípica amb el cavall Starlight XV. Quatre anys més tard, als Jocs de Melbourne, va tenir més sort en les dues proves del programa d'hípica que va disputar, aquesta vegada amb el cavall Wild Venture. En el concurs complet per equips guanyà la medalla d'or, mentre en el concurs complet individual fou sisè.
En el seu palmarès també destaquen quatre medalles en el Campionat d'Europa, tres d'or i una de bronze, entre el 1953 i el 1955. Una vegada retirat va continuar vinculat a la hípica com a membre de la Federació Eqüestre Internacional.